# Lambda Centauri
Lambda Centauri (λ Cen) es una estrella en la constelación de Centauro de magnitud aparente +3,12 que se encuentra a 420 años luz del sistema solar.
Es miembro del subgrupo «Centaurus Inferior-Crux», dentro de la gran asociación estelar Scorpius Centaurus.
Lambda Centauri es una gigante blanco-azulada de tipo espectral B9III.
Tiene una temperatura efectiva de aproximadamente 10.170 K y brilla con una luminosidad, incluida la radiación ultravioleta emitida, 955 veces mayor que la luminosidad solar.
Con un radio 10 veces más grande que el del Sol, gira sobre sí misma con una velocidad de rotación proyectada de 185 km/s, a la que corresponde un período de rotación inferior a 2,7 días.
Tiene una masa 4,5 veces mayor que la masa solar y una edad aproximada de 125 millones de años.
Lambda Centauri presenta un contenido metálico distinto al del Sol.
Su abundancia relativa de hierro es 2,6 veces mayor que la solar ([Fe/H] = +0,41), «sobreabundancia» observada también en otros metales como calcio, níquel, sodio y zirconio. El contenido de este último elemento es casi diez veces superior al del Sol.
Por el contrario, y al igual que en otras estrellas de la Asociación estelar Centaurus Inferior-Crux, el carbono y el silicio son algo menos abundantes que en el Sol.
Lambda Centauri tiene una compañera estelar, visualmente separada de ella 0,73 segundos de arco, de magnitud aparente +6,8.
Puede ser una estrella de clase A media con una masa aproximadamente doble de la masa solar.
Su separación media respecto a la primaria es de al menos 90 UA, empleando más de 335 años en completar una órbita en torno a ella.